# بن وایدمن-توبرینر
بن وایدمن-توبرینر (به انگلیسی: Ben Wildman-Tobriner) (زادهٔ ۲۱ سپتامبر ۱۹۸۴) شناگر اهل ایالات متحده آمریکا است.